# Смедьебаккен (коммуна)
Смедьебаккен (швед. Smedjebacken) — коммуна в Швеции.
Коммуна расположена в средней Швеции, на территории лена Даларна. Административный центр — Смедьебаккен. Является частью Бергслагена. По её территории проходит железная дорога Лудвика — Фагерста.
В коммуне расположены около пятидесяти шахт. Большая часть населения работает в Лудвике, расположенной в соседней коммуне.
Наиболее крупные населённые пункты: Губбу, Хагге, Смедьебаккен, Сёдерберке и Вад.